# Хансен, Пер Йоар
Пер Йоар Хансен (норв. Per Joar Hansen); 17 августа 1965, Намсус, Норвегия) — норвежский футболист и тренер.

## Карьера
В качестве футболиста выступал за ряд норвежских клубов, в числе которых был «Русенборг». Также Хансен провел три сезона в шведском «Умео». Еще до завершения карьеры приступил к тренерской деятельности. В 2001 году вернулся в чемпионат Швеции в клуб «Сундсвалль». Затем Хансен вошел в тренерский штаб «Русенборга» и вскоре самостоятельно возглавил его. К тому моменту команда являлась многократным чемпионом Норвегии, но с новым наставником ее постигла неудача: она долгое время боролась за выживание и по ходу сезона Хансен покинул свою должность.
В 2011—2012 гг. специалист руководил молодежной сборной Норвегии, после чего он во второй раз принял «Русенборг». 17 июля 2014 года Хансен был уволен со своего поста после сенсационного поражения во втором отборочном раунде Лиги Европы УЕФА от ирландского «Слайго Роверс» (1:2). В чемпионате страны «Русенборг» на тот момент шел на втором месте.
С 2017 по 2020 годы Пер Йоар Хансен ассистировал шведу Ларсу Лагербеку в сборной Норвегии. В 2021 году наставник не смог помочь шведскому «Эстерсунду» сохранить место в Аллсвенскане.

## Достижения

### Футболиста
- Чемпион Норвегии (1): 1988.
- Обладатель Кубка Норвегии (1): 1988.

### Тренера
- Финалист Кубка Норвегии (1): 2013.

### Ассистента
- Чемпион Норвегии (1): 2004.